# 5개국 방위 협정
5개국 방위 협정(영어: Five Power Defence Arrangements, FPDA)는 오스트레일리아, 말레이시아, 뉴질랜드, 싱가포르, 영국 등 한때 모두 대영 제국의 영연방에 속했던 국가들 간의 다방면의 합의를 통해 체결된 상호 방위 협정이다.
1971년에 체결된 FPDA는 회원국에 대한 무력 공격이나 위협이 있을 경우 공동 또는 개별적으로 대응해야 할 조치를 결정하기 위해 5개국이 "즉시" 서로 협의할 수 있도록 구성되어 있다.
군사개입에 대한 구체적인 공약은 없으며, 합의는 단지 협의에 불과하다. FPDA는 배타적 경제수역 (EEZ)에 의지하지 않으며, EEZ 권리에 대한 집행은 해당 국가의 문제이지만 이를 집행하는 동안 다른 국가의 지원을 요청할 수 있다.

## 역사

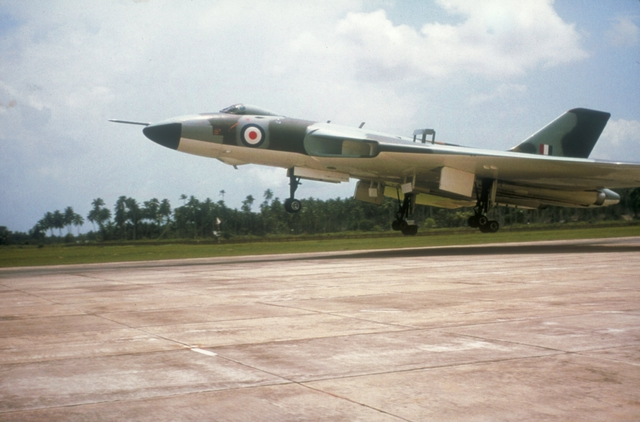
RMAF 버터워스 공군 기지에 있는 영국 왕립 공군의 아브로 벌컨 전략 폭격기

FPDA는 1967년 영국이 수에즈 동쪽에서 군대를 철수하기로 결정한 결과, 앵글로-말레이시안 방위 협정에 따른 영국의 말레이시아 방위 보장이 종료된 후 설립되었다. FPDA에 따르면 5개국(오스트레일리아, 말레이시아, 뉴질랜드, 싱가포르, 영국)은 군사 개입에 대한 구체적인 약속은 없지만 무력 공격이나 위협이 발생할 경우 "즉시" 서로 협의해야 한다. FPDA는 말레이시아와 싱가포르를 위해 오스트레일리아 공군 부사관(2성 장군)이 지휘하는 RMAF 버터워스 공군 기지에 기반을 둔 통합 방공 시스템 (IADS)을 구축하여 국가 간 방위 협력을 제공한다. RMAF 버터워스 공군 기지는 5개국이 서로 교대로 항공기와 인력을 파견해서 운영을 해가며, 1988년까지 오스트레일리아 왕립 공군, 현재는 말레이시아 왕립 공군이 운영하고 있다.
1981년, 5개국은 최초의 연례 육상 및 해군 훈련을 조직했다. 1997년부터 해군과 공군 훈련이 통합되었고, 2001년, HQ IADS는 통합 "지역" 방어 시스템의 본부로 재지정되었다. 이는 3개 군부의 모든 인력을 보유하고 있으며, 육지 요소의 완전한 통합을 향해 나아가면서 매년 5개 전력의 해군과 공군 훈련을 조정하고 있다. 매년 열리는 FPDA 국방장관 회의 (FDCC)는 말레이시아와 싱가포르가 주최하며, FPDA의 최고 군사 전문 포럼이며, 국방장관 간의 소통을 위한 중요한 플랫폼 역할을 한다. 또한 5개국 방위 장관 회의(FDMM)가 있다.

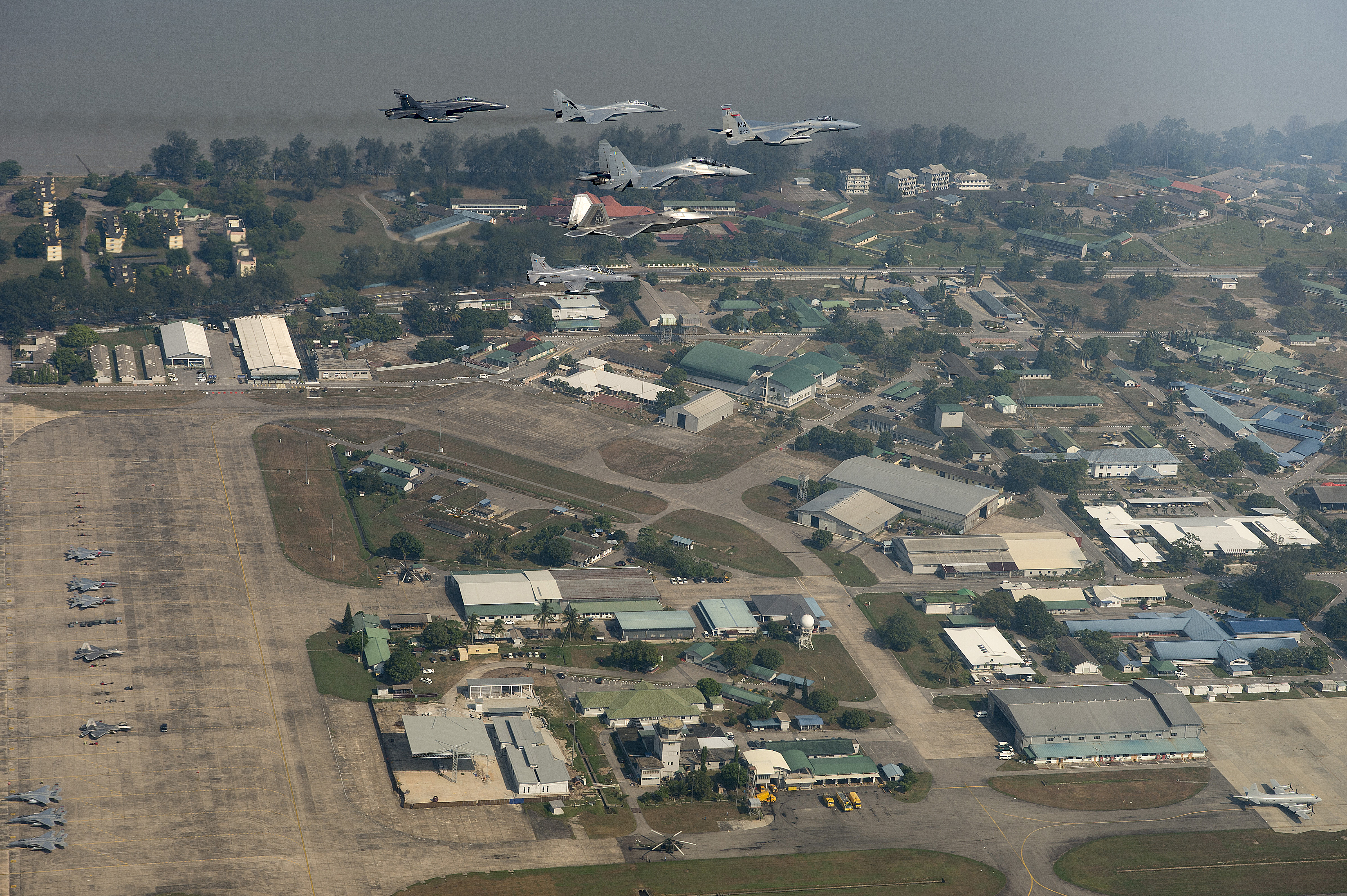
말레이시아 페낭에 있는 RMAF 버터워스 공군 기지

존 무어 전 오스트레일리아의 국방부 장관은 "저명한 다자 안보 체제로서, FPDA는 아시아에서 고유한 역할을 가지고 있다. 이는 오스트레일리아의 관점에서 모든 회원국과 폭넓은 아시아 태평양 지역에 전략적인 이익을 갖다 준다는 것"이라고 말했다. 말레이시아 전 국방군 총사령관 줄키펠리 모흐 진은 "우린 서로 돕고 협력해 나갈 수 있을 것"이라고 말했다.
2016년 6월 발표된 뉴질랜드 국방 백서의 발표된 내용에 따르면 "뉴질랜드가 5개국 방위 협정의 오랜 회원국임을 감안할 때 말레이시아나 싱가포르가 군사 공격을 받을 경우 약속을 이행할 것"이라고 했다.

### 40주년
2011년 11월 1일, 싱가포르는 FPDA 창립 40주년 기념행사를 개최했고, 5개국의 국방부 장관, 항공기, 군인들은 모두 창이 공군 기지에 모여 행사에 참여했다. 이후 이스타나 왕궁에서 싱가포르 국방장관 응엥헨이 주최한 갈라 만찬이 열렸고, 그들은 리셴룽 싱가포르 총리에게 여러 가지 문제에 대해 논의할 것을 요청했다. , 코드 네임 버사마 리마 훈련이라고 불리는 3일간의 연합 훈련은 모든 참가국 간의 협동 작전을 테스트하고 2011년 11월 4일에 종료되었다.

### 50주년
2021년 10월 18일, FPDA는 창립 50주년을 기념하여 회원국들의 함정과 항공기가 모여 편대 비행과 여러 대형의 함정들의 모습을 보여주었다. 싱가포르 국방장관 응엥헨과 오스트레일리아, 말레이시아, 뉴질랜드, 영국의 고등판무관 등이 이를 지켜봤다. 이에 앞서 FPDA의 골든 주빌리를 기념해 버사마 골드 훈련이 2주 동안 열렸다. 이는 코로나19 팬데믹이 시작된 이후 처음으로 실시된 FPDA의 훈련으로 군 병력 2,600명과 함께 공해상 훈련과 밀림 지대 가상 전투 훈련 등이 진행됐다.참가 선박으로는 오스트레일리아의 강습상륙함 HMAS 캔버라와 뉴질랜드의 HMNZS 아오테로아 보충 유조선이 있었다. 영국 구축함 HMS 다이아몬드도 훈련에 참가했지만 기술적인 문제로 마지막 날에는 제외됐다. 당시 이 지역에 있었던 영국 항모타격단 21은 HMS 퀸 엘리자베스 항공모함에 미국 해병대가 이미 있었기 때문에 훈련에 참가하지 않았다.

## 인원 및 시설

### 오스트레일리아
오스트레일리아는 말레이시아의 RMAF 버터워스 공군 기지에 다음과 같은 인력과 시설을 보유하고 있다.
- 제19비행대대(19SQN) (지상 지원 비행대대)
- 제92비행단 알파 파견대, AP-3C 오라이온
- 2/30 훈련 대대(오스트레일리아 육군 보병 대대)
- 오스트레일리아 방위군 조사국(버터워스 공동 조사국)
- 공동 보건 사령부(버터워스 의료 시설)
- 군 사령부 연락반(오스트레일리아 육군, 2007년 4월까지 유지)
- 버터워스 라이플 중대(오스트레일리아 육군 보병 중대)[14]

### 영국
영국은 FPDA를 지원하기 위해 말레이시아와 싱가포르에 다음과 같은 인력과 시설을 보유하고 있다.
- 영국 국방 싱가포르 지원 부대는 싱가포르 셈바왕에 있는 해군 지원 시설로, 셈바왕에 있는 미국 전략사령부 참모에 의해 운영 되었으며[15] 영국 국방부 공무원 3명, 고급하사관 1명, 하사관 1aud으로 구성되어 있다. 2015년 현재 싱가포르 주재 영국 국방 고문은 영국 해군 사령관이다.[16]
- 말레이시아 피낭, RMAF 버터워스 공군 기지에 있는 통합 방공 시스템 본부(HQIADS)의 참모는 공군 중령 1명, 비행 중대장 1명, 소령 2명, 공군 상사 1명으로 구성되어 있다.[17]

## 훈련

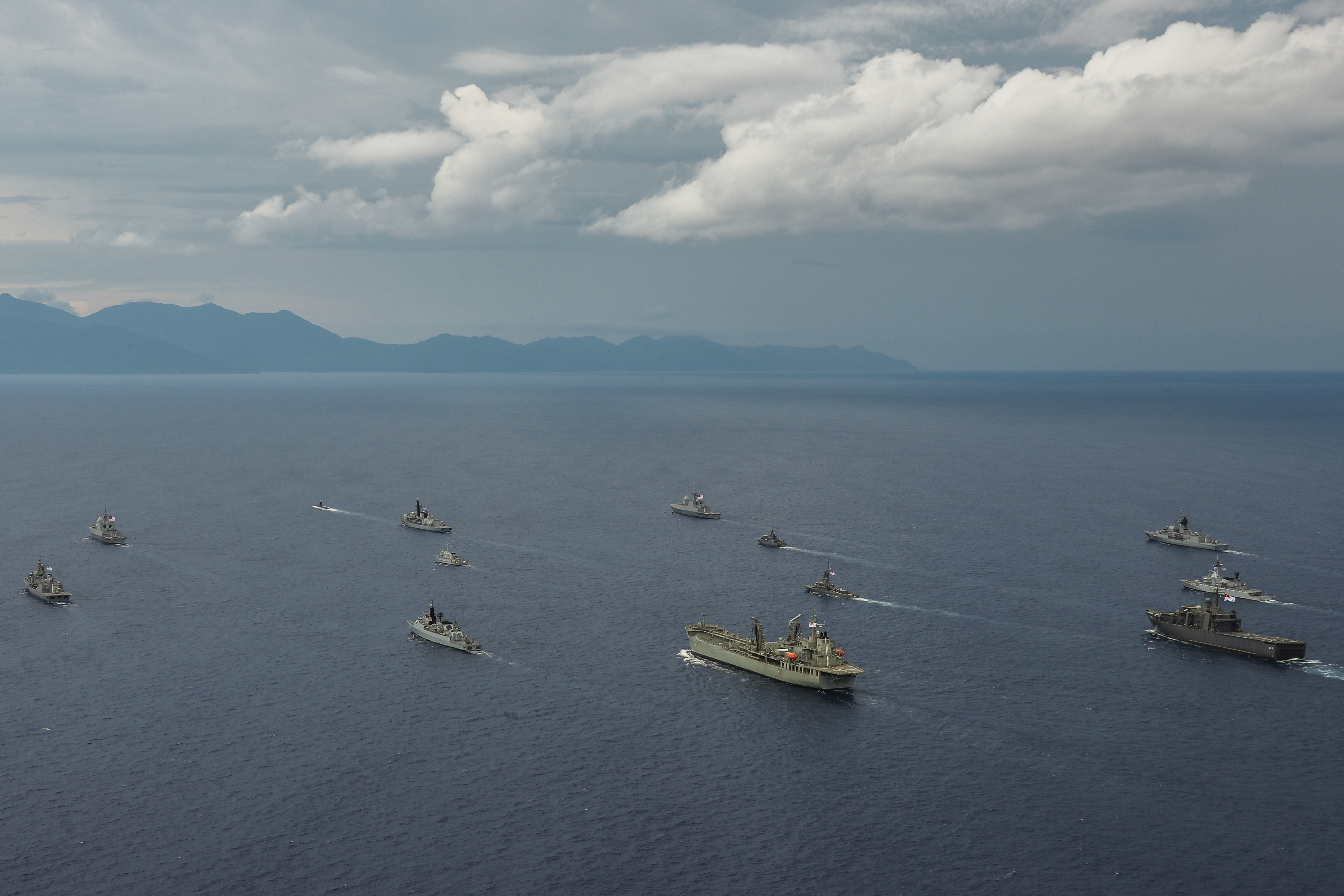
2018년 버사마 리마 18 훈련을 위한 18척의 FPDA 전함 대형

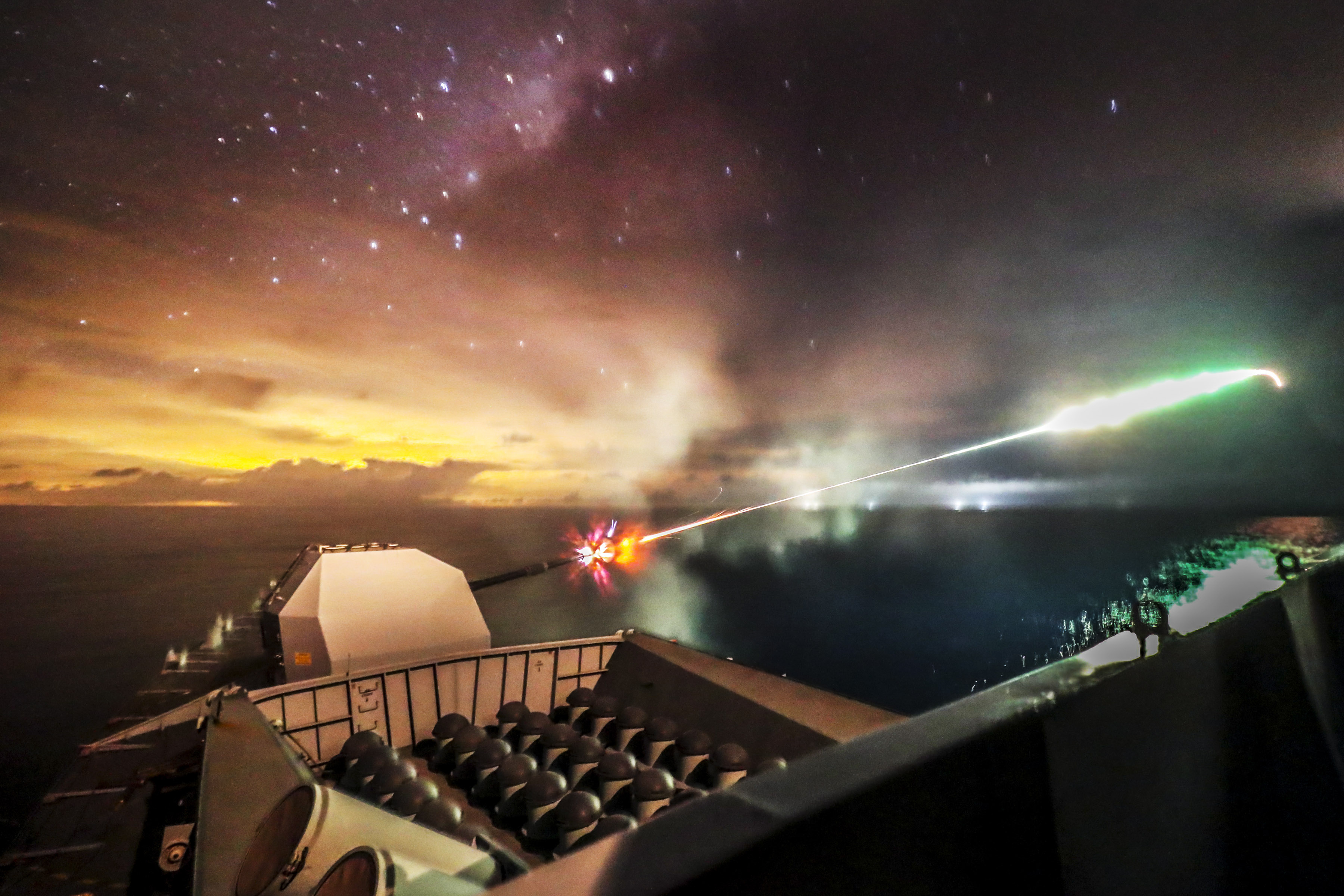
2018년 베르사마 리마 훈련 중 HMS 아가일의 4.5인치 마크 8 해군포를 발사하는 모습

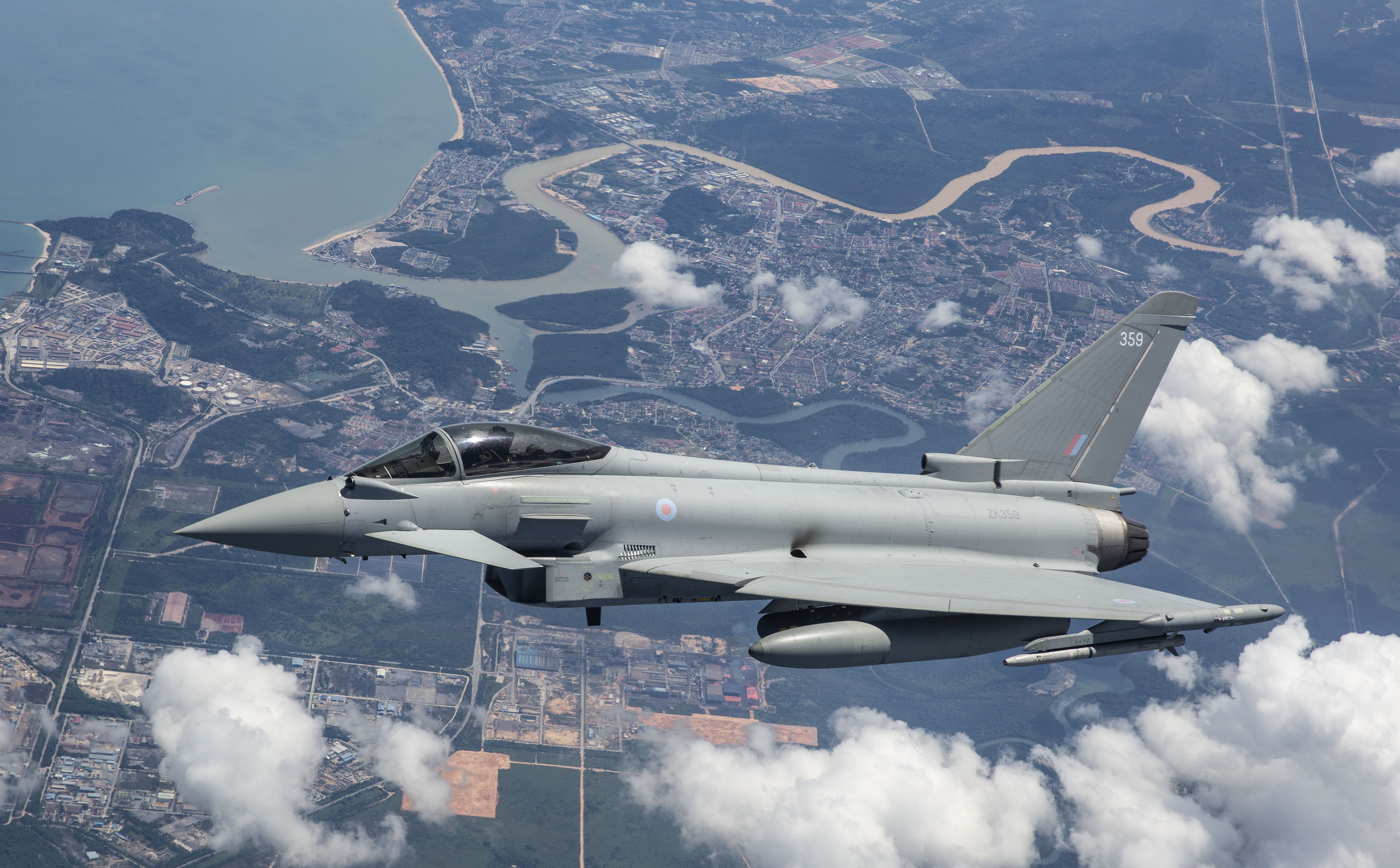
RMAF 버터워스 공군 기지에서 버사마 리마 2019 훈련 중인 RAF 타이푼 항공기.

FPDA는 결성 이후 싱가포르와 말레이시아를 번갈아 가며 5개 회원국 모두가 참여하는 합동 군사 훈련을 실시했다. 이 훈련은 1970년대에 간헐적인 방공 훈련(ADEX)으로 시작되었고, 1980년대에 육해상 장비들이 새로 추가되었다. 그 이후로 매년 고정적으로 훈련이 진행 됐고 공중, 해상, 육상 등의 장비들을 연계하여 기존에 있었던 위협과 새로운 위협을 모두 해결해 가면서 복잡성이 증가했다. 대부분의 훈련은 말레이시아와 싱가포르 해안에서 이루어졌지만, 때로는 남중국해까지 확장된 적도 있었다.비 FPDA 대표들은 종종 훈련을 참관하도록 초대를 받는다.
FPDA 훈련
- 버사투 리마 훈련 (1972년에 열린 첫 번째 주요 훈련)[25]
- 플래티퍼스 훈련 (1981년 오스트레일리아에서 개최된 최초의 FPDA 육상 훈련)[18][25]
- 스타피쉬 훈련 (1981년에 시작된 최초의 FPDA 해군 훈련 중 하나, 버사마 리마 훈련으로 대체되었다)[18][25]
- 수만 전사 훈련 (1990년대에 오스트레일리아와 뉴질랜드에서 진행된 육상 훈련)[26][27]
- 플라잉피쉬 훈련 (1997년에 처음 실시된 최초의 육해공 연합 훈련, 39척의 군함과 160대의 전투기로 이루어진 1997년의 첫 훈련은 지금까지 가장 큰 훈련 중 하나였으며 13일에 걸쳐 진행됐다)[28][19]
- 버사마 파두 훈련 (말레이어로 "함께 하나가 된다"는 뜻, 2006년 제1차 훈련은 싱가포르와 남중국해에서 실시되었으며 21척의 군함, 85대의 항공기, 1척의 잠수함 및 지상 장비로 구성되었고, 작전계획은 싱가포르의 파야 레바르 공군 기지에서 이루어졌다)[29]
- 수만 수호자 훈련 (2007년에 시작되었으며, FPDA의 훈련 주기 중 가장 절정적인 활동으로 매 5년마다 개최된다)[21]
- 버사마 방패 훈련 (2004년까지 통합 방공 시스템 (IADS)의 방공 훈련이었다)[30]
- 버사마 리마 훈련 (말레이어로 "5개국이 함께 한다"는 뜻, 2004년에 시작되었고 그 이후로 1년 단위로 실시되었다)[25]
- 버사마 골드 훈련 (2021년 10월 FPDA의 골든 주빌리를 기념하기 위해 버사마 리마 훈련을 대체한 것이다)[11]